# Канді Дулфер
Канді Дулфер (нід. Candy Dulfer; 19 вересня 1969, Амстердам) — нідерландська саксофоністка і співачка.

## Життєпис
Народилася в родині джазового саксофоніста Ганса Дулфера, який з дитинства прищепив доньці смак до якісної джазової музики. У п'ятирічному віці почала грати на ударних, а у шестирічному — на саксофоні. Виступала у складі місцевого концертного гурту «Молодь несе життя» (Jeugd Doet Leven). У 1981 році одинадцятирічна Канді вперше взяла участь у записі альбому «I Didn't Ask» гурту її батька «De Perikels». У 1982 році вона брала участь у джазовому фестивалі «North Sea Jazz Festival».
У 1984 році чотирнадцятирічна Канді Дулфер створила власний гурт «Funky Stuff». Гастролюючи країною, у 1987 році гурт був «на розігріві» на двох європейських концертах Мадонни.
У 1988 році, під час одного з європейських концертів Прінса, Канді зіграла імпровізоване соло на сцені. А наступного, 1989, року вона з'явилася у кліпі Прінса «Partyman».
Всесвітня відомість до Канді прийшла після виходу в ефір композиції «Тут була Лілі» (Lily Was Here), написаної у листопаді 1989 року спільно з Дейвом Стюартом. Ця композиція очолила національний хіт-парад «Dutch Top 40» 25 листопада 1989 року і перебувала на цій позиції протягом шести тижнів, до 30 грудня 1989 року. Успіху композиція досягла і в інших країнах — друге місце у норвезькому чарті «Norwegian Singles Chart», шосте місце у британському чарті «UK Singles Chart». Влітку 1990 року композиція посіла одинадцяте місце у хіт-параді сотні найпопулярніших пісень у США — «Billboard Hot 100».

## Дискографія
- 1990 — Saxuality
- 1993 — Sax a go go
- 1995 — Big Girl
- 1997 — For The Love Of You
- 1999 — Girls Night Out
- 2001 — Live In Amsterdam
- 2002 — Hans Dulfer Dulfer & Dulfer
- 2003 — Right In My Soul
- 2007 — Candy Store
- 2009 — Funked Up & Chilled Out
- 2011 — Crazy